# أكاديمية العلوم الطبيعية في جامعة دركسل
أكادمية العلوم الطبيعية في جامعة دركسل (بالإنجليزية: Academy of Natural Sciences of Drexel University)‏ هو أقدم معهد بحثي ومتحف للتاريخ الطبيعي في العالم الجديد.
تأسست الأكاديمية عام 1812 على يد العديد من كبار علماء التاريخ الطبيعي في الجمهورية الأمريكية الناشئة بهدف «تشجيع وزراعة العلوم». قامت الأكاديمية وعلى مدى أكثر من قرنين بعمليات متواصلة لتمويل بعثات استكشافية وإجراء أبحاث بيئية ونظاميات وجمع توثيق علمي للتاريخ الطبيعي يشمل على أكثر من 17 مليون عينة. كما للأكاديمية تقليد طويل بإجراء فعاليات ومعارض عامة وبرامج تعليمية موّجهة نحو المدارس وعامة الناس.

## المجموعات والأبحاث

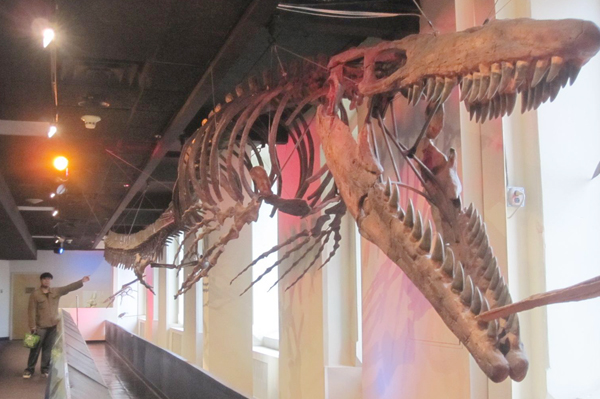
عينة أحفورية كاملة بطول 13 متر (43 قدم) لنوع Tylosaurus proriger.

يحوي المتحف على العديد من المجموعات القيمة. وقد ازداد حجم ونطاق مجموعات المتحف بشكل كبير منذ السنوات الأولى لتأسيسه. ويوجد حالياً أكثر من 17 مليون عينة بيولوجية، ومئات آلاف المجلدات والدوريات والرسوم التوضيحية والصور والأراشيف في مكتبة المتحف. وقد نمت هذه المجموعات عبر مجموعة من الوسائل مثل التبرع أو شراء المجموعات الموجودة أو البنود الفردية وأنشطة جمع البعثات التي ترعاها أكاديمية، أو تلك التي يقوم بها العلماء بشكل فردي سواء أكانوا يعملون في الأكاديمية أو لا في الأكاديمية.

## وصلات خارجية
- الموقع الرسمي
- أكادمية العلوم الطبيعية في جامعة دركسل على موقع معهد جوجل الثقافي
- Mounting the Hadrosaurus skeleton
- National Science Foundation's REU Program
- Orthoptera Species File
- «قاعة أكادمية العلوم الطبيعية عام»1860